# Arłamowska Wola (przystanek kolejowy)
Arłamowska Wola (ukr. Арламівська Воля, ros. Арламовская Воля) – przystanek kolejowy w miejscowości Arłamowska Wola, w rejonie jaworowskim, w obwodzie lwowskim, na Ukrainie.